# Teratopora meteura
Teratopora meteura är en fjärilsart som beskrevs av George Francis Hampson 1914. Teratopora meteura ingår i släktet Teratopora och familjen björnspinnare. Inga underarter finns listade i Catalogue of Life.